# Ileana Cotrubaş
Ileana Cotrubaş (Galați, 9 de junho de 1939) é uma soprano romena, cuja carreira expandiu entre as décadas de 60 a 80. Ela era muito admirada por sua competente atuação e pela facilidade de cantar óperas em muitas línguas diferentes.

## Biografia
Cotrubaş nasceu em Galaţi. Ela cresceu em uma família de músicos, seu pai, Vasile, era tenor em um coro amador. A carreira musical de Cotrubaş começou na idade de nove anos quando ela se tornou membro de um coro infantil de rádio. Com a idade de onze anos ela foi uma das principais solistas.
Em 1952 ela mudou-se para Bucareste para estudar na Şcoala Specială de Muzică, escola para virtuosos musicalmente. Cotrubaş fez sua estréia debutando com a Ópera de Bucareste no papel de Yniold em Pelléas et Mélisande, de Debussy em 1964. Posteriormente expandiu seu repertório a incluir tais papéis como Oscar, em Un ballo in maschera, Gilda em Rigoletto e Blondchen em O Rapto do Serralho e começou a apresentar-se em produções por toda a Europa.
Em 1965, Cotrubaş ganhou uma importante competição em 's-Hertogenbosch (Países Baixos) onde ganhou o primeiro prêmio em ópera, lieder e oratório. No ano seguinte ela venceu a competição de rádio-televisão em Munich. Esses prêmios, juntamente com seu grande sucesso no papel de Pamina em Bruxelas, levaram a apresentar-se nos maiores teatros de óperas como a Ópera Estatal de Viena, Ópera Estatal de Hamburgo, Ópera Estatal de Berlim e Festival de Salzburgo, e a um contrato com a Ópera de Frankfurt.
Em 1969, ela também fez sua estréia britânica no Festival de Glyndebourne como Mélisande, e cantou duas temporadas lá no papel titulo de Calisto, de Cavalli. Fez sua estréia na Royal Opera House, Covent Garden em 1971 como Tatyana em Eugene Onegin, de Tchaikovsky.
Cotrubaş assinou um contrato de três anos com a Ópera Estatal de Viena em 1970. Durante o seu tempo ali, ela aprendeu os papéis de Susanna em Le nozze di Figaro, Zerlina em Don Giovanni, Violetta em La traviata, Mimi em La bohème, e Sophie em Der Rosenkavalier.
Em 1973, ela fez sua estréia americana na Ópera Lírica de Chicago como Mimi.
Cotrubaş fez seu avanço internacional quando a 7 de Janeiro de 1975, teve que substituir Mirella Freni no Teatro alla Scala como Mimi. Ela tinha voado de sua casa em Kent e chegou 15 minutos antes do espetáculo. Sua interpretação foi aclamada pela critica e pelo público.
Cotrubaş fez sua estréia no Metropolitan Opera a 23 de Março de 1977, como Mimi em uma produção com José Carreras e Renata Scotto. Embora com o Met, ela apareceu como Gilda, ao lado de Plácido Domingo e Cornell MacNeil, em uma apresentação televisionada de Rigoletto a 7 de Novembro de 1977, e como Violetta, novamente ao lado de Domingo e MacNeil, em uma apresentação televisionada de La traviata a 28 de Março de 1981. Ela cantou um total de três outros papéis no Met: Ilia em Idomeneo, de Mozart (na estréia da ópera no Metropolitan Opera), Tatiana em Yevgeny Onegin, de Tchaikovsky e Micaëla em Carmen, de Bizet; o último papel de sua performance com a companhia, a 26 de Março de 1987.
Cotrubaş é também bem conhecida por ser muito exigente com os diretores e colegas. Em várias ocasiões — Eugene Onegin em Viena em 1973 e Don Pasquale no Met em 1980 — ela saiu das produções, quando não concordou com os diretores.
Cotrubaş parou de cantar em público em 1990, mas ela continuou a ensinar, dando aulas magistrais e treinando jovens cantores promissores, como Angela Gheorghiu.